# Vellozia geotegens
Vellozia geotegens är en enhjärtbladig växtart som beskrevs av Lyman Bradford Smith och Edward Solomon Ayensu. Vellozia geotegens ingår i släktet Vellozia och familjen Velloziaceae. Inga underarter finns listade.